# Zsilinszky Mihály
Zsilinszky Mihály (Békéscsaba, 1838. május 1. – Budapest, 1925. október 6.) magyar belső titkos tanácsos, államtitkár, tanár, történész, az MTA tagja (levelező: 1878, rendes: 1899).

## Élete
Elemi iskoláit szülőhelyén és Orosházán, a gimnáziumot Szarvason végezte. 1858-ban a pesti protestáns teológiai akadémia hallgatója lett és egyidejűleg nevelősködött Fabiny Teofil családjánál. Két év múlva külföldre ment, a hallei és a berlini egyetemeken tanult, majd beutazta Németországot, Svájcot, Franciaországot és Olaszországot. 1861-ben megválasztották a szarvasi főgimnázium tanárának, ahol a magyar irodalmat és történelmet tanította, emellett mint egyházi szónok is sikerrel működött. 1874-ben esztendő tragikus eseményeket hozott Zsilinszky számára: elvesztette fiatal feleségét (Haan Karolinát), egyik gyermekét és apját is. A csapások elől a munkába menekült. Lemondott tanári állásáról és idejét tudományos búvárlatoknak, valamint egyháza és megyéje ügyeinek szentelte. Előbb a csabai egyház, majd a békés-csanádi evangélikus egyházmegye választotta meg felügyelőjének. 1873-1885 között a Békés vármegyei Régészeti és Művelődéstörténelmi Társulat főtitkára és évkönyveinek szerkesztője. 1875-ben hét hónapig szerkesztette a Gyulán kiadott Békés c. társadalmi hetilapot, amelyben közzétette politikai nézeteit. 1875-től több ízben a Szabadelvű Párt színeiben indult mint képviselő, először a gyomai kerületet képviselte két ülésszakon át, majd 1881-1887 közt szülővárosát. Élénk részt vett a tanügyi és gazdasági kérdések megvitatásában, tagja volt a horvát regnikoláris deputációnak és az alapok és alapítványok jogi természetének meghatározására kiküldött bizottságnak. Egy ideig mint a képviselőház jegyzője is működött. Az uralkodó 1889. máj. 6-án őt nevezte ki  Csongrád vármegyei főispánná. A Szentesi Lap lelkesen üdvözölte Zsilinszky kinevezését, külön kiemelve, hogy: "Egy olyan ember ő, kit tehetsége, és munkássága emelt a köznapi színvonal fölé; ki fényes előnév és nagy vagyon nélkül, önerején küzdötte föl magát azon magaslatra, hogy embertársainak bizalmát, a tudományos világ méltó elismerését, s a kormánynak figyelmét, bizalmát kiérdemelje arra, hogy vezetésére egy vármegye kormányzása bízassék."
"Szentes talán soha nem volt oly ünnepélyesség színhelye, mint június hó 4-én, Zsilinszky Mihály, megyénk új főispánjának bevonulása alkalmából" - írta az újság. Az állomást gyönyörűen feldíszítették, a megyeházáig vezető főutat végig föllobogózták, a zsinagógánál egy impozáns diadalkaput állítottak fel. A városi tisztviselők és képviselők díszes fogatokon vonultak az állomásra, a menet élén 36 fős lovas díszbandérium haladt. A főutca két oldalán ezrekre menő tömeg. Sarkadi Nagy Mihály polgármester üdvözlő szavai után felharsant a lelkes éljenzés. A vonatról leszálló Zsilinszky Mihály meghatottan mondott köszönetet a szíves fogadtatásért: "Ha volt hely, hová valaha örömmel mentem, akkor Csongrád megye szíve, e város az, hol ily kitüntető szívélyes fogadtatásban részesülök. Biztosítom önöket, hogy ami csekély tehetség bennem van, amit a múltban tettem, jövőben kettőzött erővel fogom azt érvénye-síteni. Tartsák meg azon bizalmat és szeretetet, mellyel fogadtak, mindaddig, míg arra érdemes leszek. Én igyekezni fogok arra mindig érdemesnek lenni." Beszédét követően szűnni nem akaró lelkes éljenzés hangzott fel. Ünnepélyes beiktatása után, személye iránti szimpátia tovább nőtt, amikor október elején feleségével (Reöck Ilonával) és három fiával együtt beköltözött a szentesi megyeházára, és végre birtokba vette a hat éve üresen álló főispáni lakosztályt. - ( Labádi Lajos írása alapján). 1892–1895 között Zólyom vármegyei főispán. 1895. február 20-tól 1905-ig a vallás- és közoktatásügyi minisztériumban volt államtitkár. 1906-ban nyugalomba vonult és ekkor a király belső titkos tanácsosi címmel tüntette ki. 1896-ban ismét föllépett képviselőnek és a békéscsabai választókerületet képviselte, 1901-ben ismét megválasztották. 1898-ban a bányai evangélikus egyházkerület világi felügyelője lett, 1911-tól pedig ugyanannak világi elnöke. A koalíció idején visszavonult a politikától, később azonban ismét fellépett munkapárti programmal és a szarvasi kerületet képviselte. 1911-ben a kolozsvári és genfi egyetemek díszdoktori oklevéllel, a király pedig a Lipót-rend középkeresztjével tüntették ki. A Magyar Tudományos Akadémia 1878-ban levelező, 1899-ben rendes tagjává választotta. Számos társulatnak elnöke, illetőleg választmányi tagja volt.
Több történeti és művészettörténeti tanulmány szerzője. 1903–1909 között a Magyar Történelmi Társulat alelnöki tisztét is betöltötte. Öccse, Endre Bajcsy-Zsilinszky Endre édesapja. Elhunyt 1925. október 4-én hajnali 4 órakor, örök nyugalomra helyezték 1925. október 7-én délután a Kerepesi úti temetőben az ágostai hitvallású evangélikus egyházi szertartása szerint. Neje Reök Ilona volt.

## Felesége és leszármazottjai
Második felesége a nemesi származású greifenbergi Reök Ilona (1846-?) úrnő, akinek a szülei greifenbergi Reök István (1816-1877) ügyvéd, földbirtokos és Békés-megye bizottmányi tagja, békéscsabai királyi közjegyző, és első felesége, Grobetti Lujza, budai polgár asszony voltak.

## Szabadkőműves pályafutása
Zsilinszky Mihályt 1874. október 3-án vette fel a békéscsabai Béke páholy, legénnyé 1874. december 21-én, mesterré pedig 1875. február 1-én avatták. A skót rítus 18-ik fokát 1879. szeptember 25-én kapta meg a Kőrös völgyében dolgozó IV. számú káptalanban. A Nagyoriens testületeiben jelentős szerepet játszott. Először 1875-76 között a páholy megválasztott közgyűlési képviselője, a Szövetségtanács tagja. 1877-ben beválasztották a Fegyelmi Bizottságba. Kisebb megszakítással 1880-ig közgyűlési képviselő, szövetségtanácsi tag volt.

## Művei
- Az egyetemes tört. főbb eseményei életirati vázlatokban. I. és II. rész. Budapest, 1866. (az I. rész 7. kiadása 1899. a II. rész 5. k. 1889.)
- A magyar költészet és szónoklat kézikönyve. Budapest, 1868.
- Kossuth a magyar nép szívében és költészetében. Budapest, 1868.
- Magyar hölgyek. Történeti élet- és jellemrajzok. Budapest, 1871.
- Wilim János békéscsabai ev. tanító életrajza. Gyula, 1871.
- A széptan előcsarnoka. Budapest, 1872. (2. k. 1897.)
- Szarvas város történelme és jelen viszonyainak leírása. Budapest, 1872 .
- Keresztyén hit és erkölcstan. Budapest, 1872. (2. k. 1891. 3. k. 1902.)
- Thessedik Sámuel önéletírása. Budapest, 1873.
- Széptani levelek (Horovitz után). Budapest, 1873.
- A Fölvilágosodás keletkezésének és befolyásának történelme Európában (Lecky ut. ford.) Budapest, 1873.
- Az 1848-iki forradalom történelme Lamartinetől (ford.). Budapest, 1873.
- Adalékok a szarvasi ev. egyház legújabb történeteihez. Szarvas, 1874.
- Monumenta diplomatica com. Békésiensis. (Haan Lajossal együtt). Szarvas, 1877.
- Kupeczky János (Olcsó. Kvt. 63.). Szarvas, 1878.
- Nagy férfiak szerepe a történelemben (Akad. Értekezések a társ. tud. köréből). Szarvas, 1880.
- Palaczky Ferencz emlékezete (Akad. Értekezések a társ. tud. köréből). Szarvas, 1880.
- Virág Benedek mint történetíró. (Kny. a Századokból). Szarvas, 1880.
- A magyar országgyűlések vallásügyi tárgyalásai a reformatiotól kezdve. I. köt. Szarvas, 1881. II. k. 1891. III. köt. 1893. IV. k. 1897.
- Az 1609-iki pozsonyi országgyűlés történetéhez. (Ért. a tört. t. köréből.) Szarvas, 1882.
- Az 1681-iki soproni országgyűlés történetéhez (Ért. a tört. t. köréből.). Szarvas, 1883.
- Az 1637-8-iki pozsonyi országgyűlés történetéhez. (Ért. a tört. t. köréből.). Szarvas, 1884.
- Horvát István. Szarvas, 1884. (Kny. a Hazánkból).
- Az 1646-iki tokaji tanácskozmány. (Ért. a tört. t. köréből). Szarvas, 1886.
- Lónyay Zsigmond és a nagyszombati béketanácskozmány. (Ért. a tört. t. köréből). Szarvas, 1886.
- Törös János szerepe a linczi békekötésben. (Ért. a tört. t. köréből). Szarvas, 1886.
- Az eperjesi tanácskozmány 1647-48-ban. (Ért. a tört. t. köréből). Szarvas, 1887.
- Az 1708-ki pozsonyi országgyülés történetéhez. (Ért. a tört. t. k.) Budapest, 1888.
- Egy forradalmi zsinat története. Szarvas, 1889.
- A linczi békekötés és az 1647-ki vallásügyi törvényczikkek története. Budapest, 1890.
- Csongrád vármegye főispánjai. (Kny. a Századokból.) Szarvas, 1891.
- Emlékbeszéd Haán Lajos levelező tagról. (Akad. Emlékb.). Szarvas, 1893.
- Széchenyi és a nemzetiségi kérdés. (Kny. a Nemzetből.) Szarvas, 1894.
- Taine H. Adolf mint történetíró. (Értek. a tört. t. k.) Szarvas, 1895.
- Tájékoztató a külföldi egyetemeken magyar ifjak számára tett alapítványi ösztöndíjakról. Szarvas, 1897.
- Csongrád vármegye története. I. Szarvas, 1897. II. 1898. és III. 1900.
- Kermann Dániel evang. püspök élete és művei. Szarvas, 1899.
- Emlékbeszéd Szathmáry György r. t. felett. (Akad. Emlékb.). Szarvas, 1899.
- Megnyitóbeszéd (a bányai ker. közgyűlésén). Szarvas, 1900.
- A magyarhoni protestáns egyház története, a művelt közönség számára. Bpest, 1907.
- B. Radvánszky Béla emlékezete. (Egyházunk nagyjai.) Szarvas. 1908.
- Az 1848-iki vallásügyi törvényczikk története. Budapest, 1908.
- Miről van szó? Válaszul némely támadásokra. Szarvas, 1908.
- A hazafiság és nemzetiség kérdéséhez. (Kny. a Beöthy-albumból.) Szarvas, 1908.
- Papi kongrua és a jogegyenlőség. Szarvas, 1908.
- Dr. Székács József. (Egyházunk nagyjai.) Szarvas, 1909.
- A szent István korabeli keresztyénség. Beszterczebánya, 1910.
- Wallaszky Pál ev. lelkész élete. (Egyházunk nagyjai.) Bpest, 1910.
- Az 1610-ik évi zsolnai ev. zsinat háromszázados emlékünnepén. Selmeczbánya, 1910.
- A római katholikus autonomiáról. Budapest, 1911.

Szerkesztette a békésmegyei régészeti és művelődéstörténeti társulat évkönyveit és a Részvét c. albumot (1881).

## Emléke
- Békéscsabai városvédők
- Zsilinszky Mihály szabadkőműves relikviáit sokáig az Evangélikus Országos Levéltár őrizte, legújabban az Evangélikus Országos Múzeum új állandó kiállításán - Luther öröksége - szerepelnek. https://eom.lutheran.hu/node/2195

## Galéria

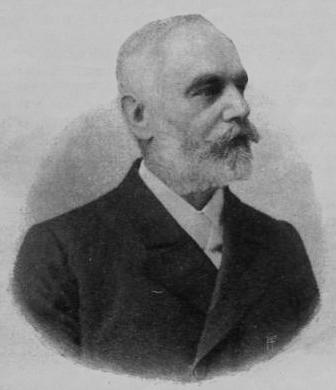
Zsilinszky Mihály portréja (Vasárnapi Ujság - 1905)
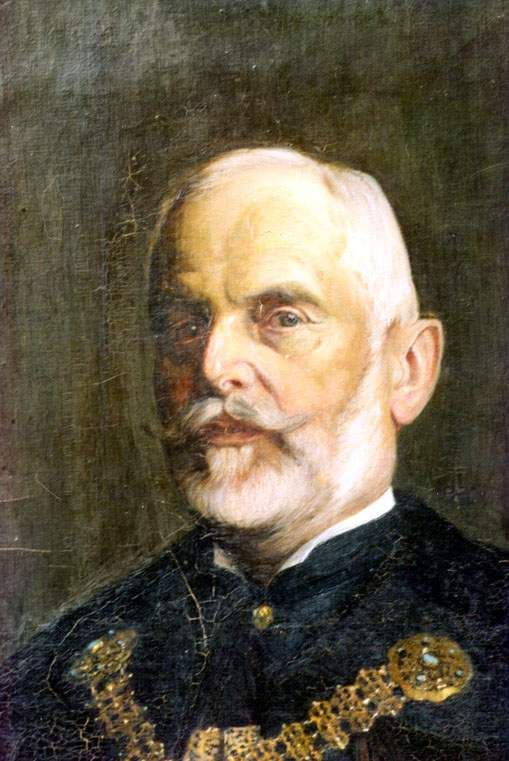
Zsilinszky Mihály (Both Menyhért - 1901)
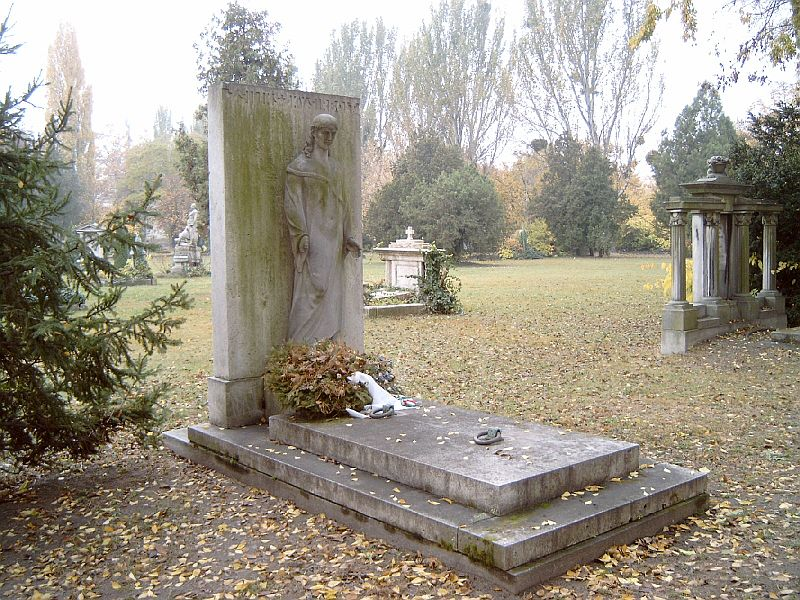
Zsilinszky Mihály (1838–1925) sírja (Kerepesi temető: 35-1-9.)
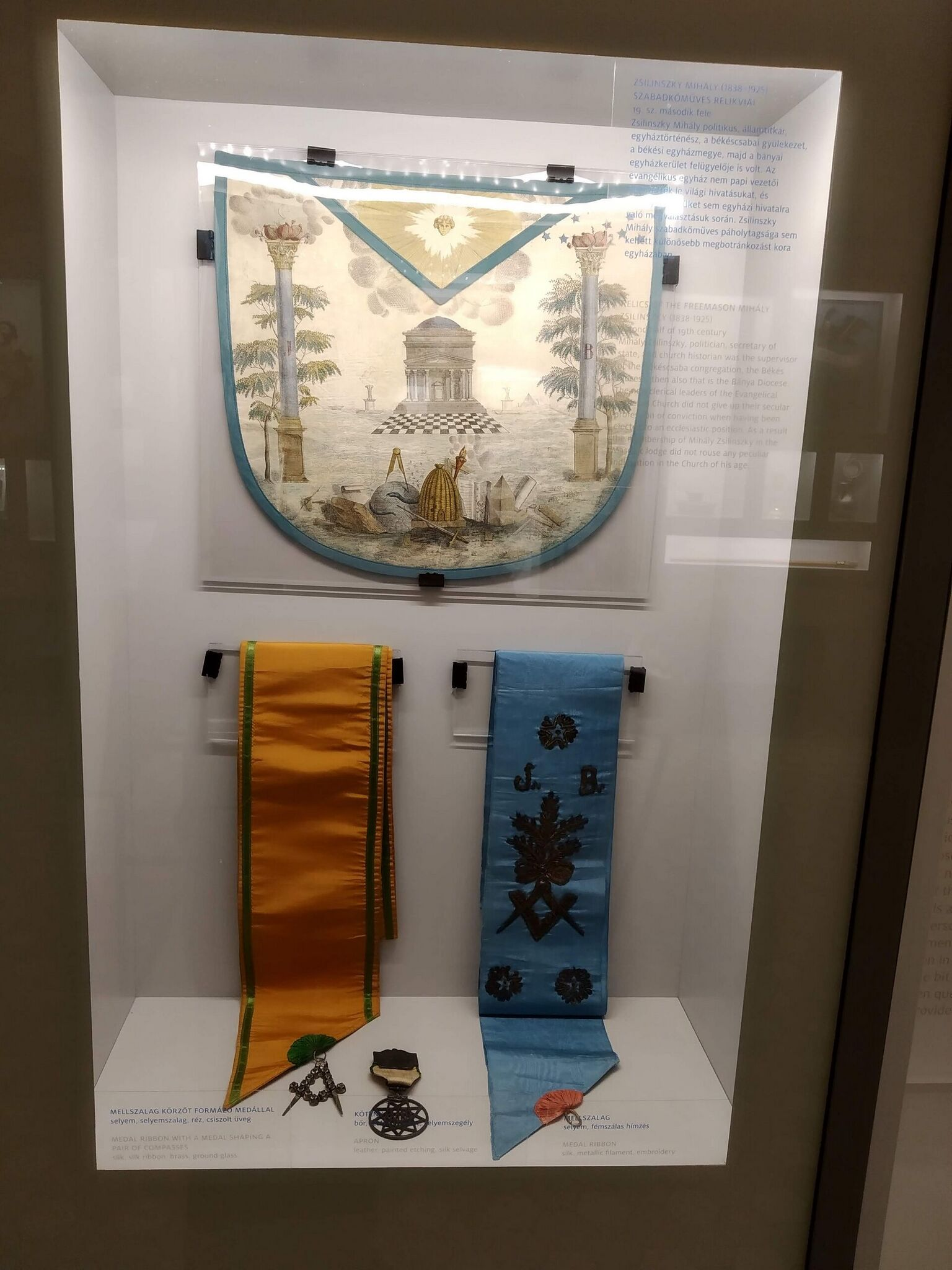
Zsilinszky Mihály szabadkőműves relikviái, Evangélikus Országos Múzeum kiállítása